# Akiba (Spiel)
Akiba (auch Kuba) ist ein Strategiespiel für zwei Spieler, welches strukturelle Ähnlichkeiten mit Abalone und Überbord (Over Board) besitzt. Entwickelt wurde es von Serge Cahu. Der Verlag Fun Connection brachte es 1994 als Konkurrenz zu Abalone, für das der Verlag keine Lizenz mehr hatte, auf den Markt.

## Spielweise
Gespielt wird Akiba mit farbigen Glaskugeln auf einem Abalone-ähnlichen Spielbrett. In Gegensatz zu diesem ist bei Akiba das Brett quadratisch und besitzt 7×7 Felder. Das Brett ist so konstruiert, dass die Kugeln – die in runden Aussparungen liegen – leicht einzeln oder in Reihe nach links oder rechts bzw. vor oder zurück, jedoch nicht diagonal, geschoben werden können.
In der Ausgangsstellung befinden sich 8 weiße, 8 schwarze und 13 rote Kugeln auf dem Brett. Dabei liegen die schwarzen und weißen Kugeln in Vierergruppen diagonal gegenüber in den Ecken. Einem Spieler gehören die weißen Kugeln, dem anderen die schwarzen. In der Mitte liegen die 13 roten Kugeln, die es für sich zu erobern gilt. Als erobert gilt eine Kugel, wenn diese bei einem Zug über den Spielfeldrand geschoben wurde. Gewonnen hat derjenige, der die meisten roten Kugeln erobert hat.
Die Zug- bzw. Schubregeln sind:
- Die Spieler schieben abwechselnd.
- Hat ein Spieler eine rote Kugel erobert, ist er gleich noch einmal dran.
- Direkt geschoben werden nur Kugeln der eigene Farbe. Infolgedessen dürfen sich aber bis zu sechs weitere Kugeln mitbewegen.
- Dabei gilt: Hinter der zu schiebenden Kugel muss das Feld immer frei sein, es sei denn, sie liegt ohnehin am Rand. Anders als bei Abalone ist es egal, wie viele weitere Kugeln mitgeschoben werden und welche Farbe diese haben. Zum Beispiel kann eine eigene Kugel auch zwei rote und drei gegnerische Kugeln schieben; diese können bunt gemischt liegen. Auch eigene Kugeln dürfen sich irgendwo in der Reihe befinden.
- Die eigenen Kugeln dürfen aber nicht hinausgeschoben werden, wohl aber gegnerische Kugeln.
- Werden Kugeln eines Spielers hinausgeschoben, zählen diese nicht als erobert, werden aber aus dem Spiel genommen und schwächen die Spielstärke des entsprechenden Spielers.
- Schiebt ein Spieler eine Reihe von Kugeln, darf der Gegner dieselbe Reihe im unmittelbar darauffolgenden Zug nicht zurückschieben.

## Rezeption
Das Spiel Akiba wurde in der Rezeption regelmäßig als Alternative oder auch als „Imitat“ von Abalone betrachtet, obwohl es sich in der Spielweise von diesem deutlich unterscheidet. Es erschien bei dem Verlag Fun Connection, kurz nachdem dieser die Vertriebsrechte an Abalone an Schmidt Spiele verlor. Laut Knu-Michael Wolf in der spielbox sind die Vorwürfe allerdings unberechtigt: „Ach ja, und die Ähnlichkeit zu Abalone? Sie sind [sic!] tatsächlich nur äußerlich. Auch wenn dort wie hier Kugeln über das Brett geschoben und von der Brettkante geschubst werden: Akiba spielt sich völlig anders.“
Bernhard Fischer schreibt auf spieletest.at: „Akiba [ist] eine gute Alternative zu Abalone, vor allem [für] Wenigspieler und Eltern, die gerne mit ihrem Kind spielen […]. Wirklichen Taktikern wird mit Akiba jedoch kein Langzeitspaß geboten, da es äußerst wenige entwickelbare Strategien gibt und […] ab einem gewissen ‚Erfahrungslevel‘ ziemlich langweilig wird.“
Harald Schrapers schreibt auf gamesweplay.de, dass Akiba „ein sehr schnelles und kurzweiliges Spiel“ ist und sofort anfängt, „ohne langatmige Startstrategie. Jeder Fehler kann unmittelbar zur Niederlage führen. Denn wer eine […] Kugel rausschiebt, kann sofort weitermachen. Da sind schnell fünf Kugeln draußen […]. So ist das Spiel am Anfang sehr rasant. Wenn dagegen beide Seiten sehr ausgeglichen agieren, sind am Ende nur noch sehr wenig Kugeln auf dem Brett. Es kann bis zu einem Sechs zu Sechs gehen – dann kommt alles auf eine Kugel an. Diese Spielphase ist dann eher etwas ermüdend.“